# André Rømer
André Ibsen Rømer, född 18 juli 1993, är en dansk fotbollsspelare som spelar för Randers. Hans äldre bror, Marcel Rømer, är också en fotbollsspelare. Rømer har under karriären spelat defensiv mittfältare, mittback och högerback. 

## Karriär

### FC Midtjylland
Rømer började spela fotboll i Køge BK och gick till FC Midtjyllands akademi som 15-åring. I mars 2012 skrev Rømer på ett femårigt A-lagskontrakt med Midtjylland. Han debuterade den 26 september 2012 i en 1–0-vinst över Rishøj Boldklub i Danska cupen. Rømer gjorde sin Superligaen-debut den 9 december 2012 i en 2–0-vinst över AC Horsens, där han blev inbytt i den 90:e minuten mot Petter Andersson. Totalt spelade Rømer sju ligamatcher och en cupmatch under säsongen 2012/2013. Han blev vid slutet av säsongen även utsedd till "Årets nykomling" i FC Midtjylland.
Rømer gjorde sitt första mål den 18 april 2014 i en 4–0-vinst över AGF, där han blev inbytt i den 85:e minuten och kort därefter gjorde mål. Han spelade totalt 22 ligamatcher och gjorde ett mål samt två cupmatcher under säsongen 2013/2014. I oktober 2014 förlängde Rømer sitt kontrakt i Midtjylland fram till sommaren 2019. Han spelade 28 tävlingsmatcher och gjorde ett mål under säsongen 2014/2015 då Midtjylland blev ligamästare. Rømer gjorde under säsongen sin Europa League-debut i playoff-omgången i Europa League 2014/2015 mot grekiska Panathinaikos.
Säsongen 2015/2016 spelade Rømer 41 tävlingsmatcher och gjorde ett mål. Han spelade bland annat i kvalomgångarna till Champions League 2015/2016 samt i Europa League 2015/2016, där Midtjylland tog sig till sextondelsfinal innan de blev utslagna av Manchester United. I september 2016 förlängde Rømer sitt kontrakt i Midtjylland fram till 2021. Säsongen 2016/2017 spelade han 41 tävlingsmatcher och gjorde tre mål. Under hösten av säsongen 2017/2018 spelade Rømer 11 tävlingsmatcher.

### Odense BK
Den 4 januari 2018 värvades Rømer av Odense BK, där han skrev på ett 3,5-årskontrakt. Rømer debuterade den 16 februari 2018 i en 2–1-förlust mot FC Nordsjælland. Han spelade 11 matcher för klubben under säsongen 2017/2018.

### Randers FC
Den 19 juli 2018 värvades Rømer av Randers FC, där han skrev på ett treårskontrakt. Rømer spelade 35 tävlingsmatcher och gjorde fem mål under säsongen 2018/2019. Följande säsong spelade han 34 tävlingsmatcher och gjorde två mål. Säsongen 2020/2021 spelade Rømer 19 tävlingsmatcher och gjorde fyra mål.

### IF Elfsborg
Den 30 januari 2021 värvades Rømer av IF Elfsborg, där han skrev på ett fyraårskontrakt med start den 22 februari. Rømer debuterade den 28 februari 2021 i en 4–1-vinst över Utsiktens BK i Svenska cupen.

## Meriter
FC Midtjylland
- Vinnare av Superligaen: 2014/2015